# Lepraliella contigua
Lepraliella contigua är en mossdjursart som först beskrevs av Smitt 1868.  Lepraliella contigua ingår i släktet Lepraliella och familjen Lepraliellidae. Inga underarter finns listade i Catalogue of Life.